# Monica Bellucci
Monica Anna Maria Bellucci (phát âm tiếng Ý: [ˈmɔːnika belˈluttʃi]; sinh ngày 30 tháng 9 năm 1964) là một diễn viên và người mẫu Ý. Bellucci khởi nghiệp là một người mẫu thời trang cho Dolce & Gabbana cùng Christian Dior S.A. trước khi lấn sân sang mảng điện ảnh Ý và sau đó là xuất hiện trong các bộ phim Mỹ và Pháp. Bà có lẽ được khán giả Mỹ biết đến nhiều nhất với vai diễn Persephone trong các bộ phim khoa học viễn tưởng năm 2003 Ma trận 2 và 3. Bà cũng đóng vai cô dâu của Dracula trong bộ phim tình cảm Bram Stoker's Dracula (1992) đạo diễn bởi Francis Ford Coppola, Malèna Scordia trong bộ phim tình cảm lãng mạn tiếng Ý Malèna (2000), Alex trong bộ phim nghệ thuật kinh dị gây tranh cãi Irréversible (2002) của Gaspar Noé và Maria Madalena trong bộ phim Kinh Thánh của Mel Gibson mang tên Cuộc thương khó của Giêsu (2004). Sau đó, bà đóng vai một Bond girl trong Spectre của loạt phim về James Bond vào năm 2015.

## Đầu đời
Bellucci sinh ngày 30 tháng 9 năm 1964 tại Città di Castello, Umbria, Ý, bà là con một của Brunella Briganti và Pasquale Bellucci và lớn lên ở Lama thuộc San Giustino.

## Sự nghiệp

### Người mẫu
Monica Bellucci bắt đầu sự nghiệp người mẫu từ năm 13 tuổi bằng cách tạo dáng cho một người đam mê ảnh địa phương. Năm 1988, Bellucci rời Khoa Luật tại Đại học Perugia rồi chuyển đến một trong những kinh đô thời trang của châu Âu – Milano – ở đây bà ký hợp đồng với Elite Model Management. Đến năm 1989, nổi lên trong làng thời trang Paris và vượt qua Đại Tây Dương để đến Thành phố New York. Bà chụp cho Dolce & Gabbana, tạp chí Pháp Elle cùng nhiều thương hiệu và tạp chí khác. ừ Năm ấy, Bellucci chuyển sang diễn xuất và bắt đầu tham gia các lớp diễn. Trong số xuất bản tháng 2 năm 2001 của tờ Esquire trên Desire, Bellucci đã xuất hiện trên trang bìa và trong một bài viết về năm giác quan.

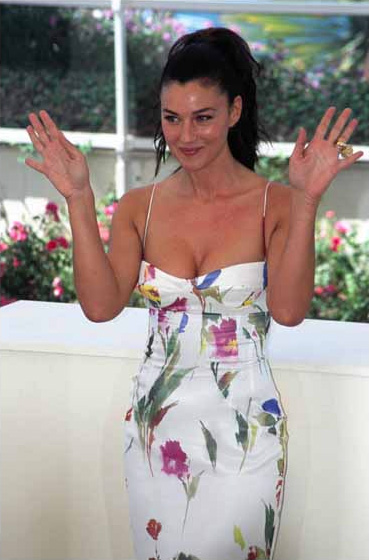
Monica Bellucci quảng bá Irréversible tại Liên hoan phim Cannes 2002

Năm 2003, bà xuất hiện trên tờ Maxim. Men's Health xếp bà ở vị trí 21 trong danh sách "100 phụ nữ nóng bỏng nhất mọi thời đại". AskMen đặt cho bà danh hiệu người phụ nữ đáng khao khát nhất năm 2002. Theo hai tờ báo quốc gia, bà được coi là một biểu tượng sex của Ý.
Năm 2004, khi đang mang thai con gái Deva, Bellucci đã chụp ảnh khỏa thân cho tạp chí Ý Vanity Fair để phản đối việc luật pháp Ý hạn chế việc cung cấp điều trị sinh sản cho các cặp vợ chồng dị tính và loại trừ phụ nữ độc thân hoặc các cặp đồng giới, hạn chế sử dụng phôi nhân tạo, cấm hiến tinh trùng với trứng và giới hạn chỉ được tạo tối đa ba phôi được bằng kỹ thuật trong ống nghiệm. Bà chụp ảnh mang thai và bán khỏa thân một lần nữa trong số ra tháng 4 năm 2010. Từ năm 2006 đến 2010, Bellucci là gương mặt đại diện cho hàng loạt sản phẩm của Dior.
Năm 2005, bà là một trong ba gương mặt đại diện trên các trang bìa của tờ Elle nhân kỉ niệm 60 năm ra đời tạp chí này cùng với Sophie Marceau và Laetitia Casta.
Năm 2012, bà trở thành gương mặt mới của thương hiệu Dolce & Gabbana. Bà được quản lý bởi Elite+ tại Thành phố New York. Bellucci đã ký hợp đồng với D'management Group tại Milano và Storm Management tại Luân Đôn. Bellucci cũng làm người mẫu cho GQ Italia vào tháng 2 năm 2016.
Bellucci đã đi trên sàn diễn Tuần lễ thời trang Milano Xuân – Hè 2019 cho Dolce và Gabbana. Tham gia cùng bà gồm có Isabella Rossellini, Eva Herzigová và Helena Christensen, tiếp tục dòng siêu mẫu thập niên 90 trở lại với ánh hào quang của thời trang.

### Diễn viên

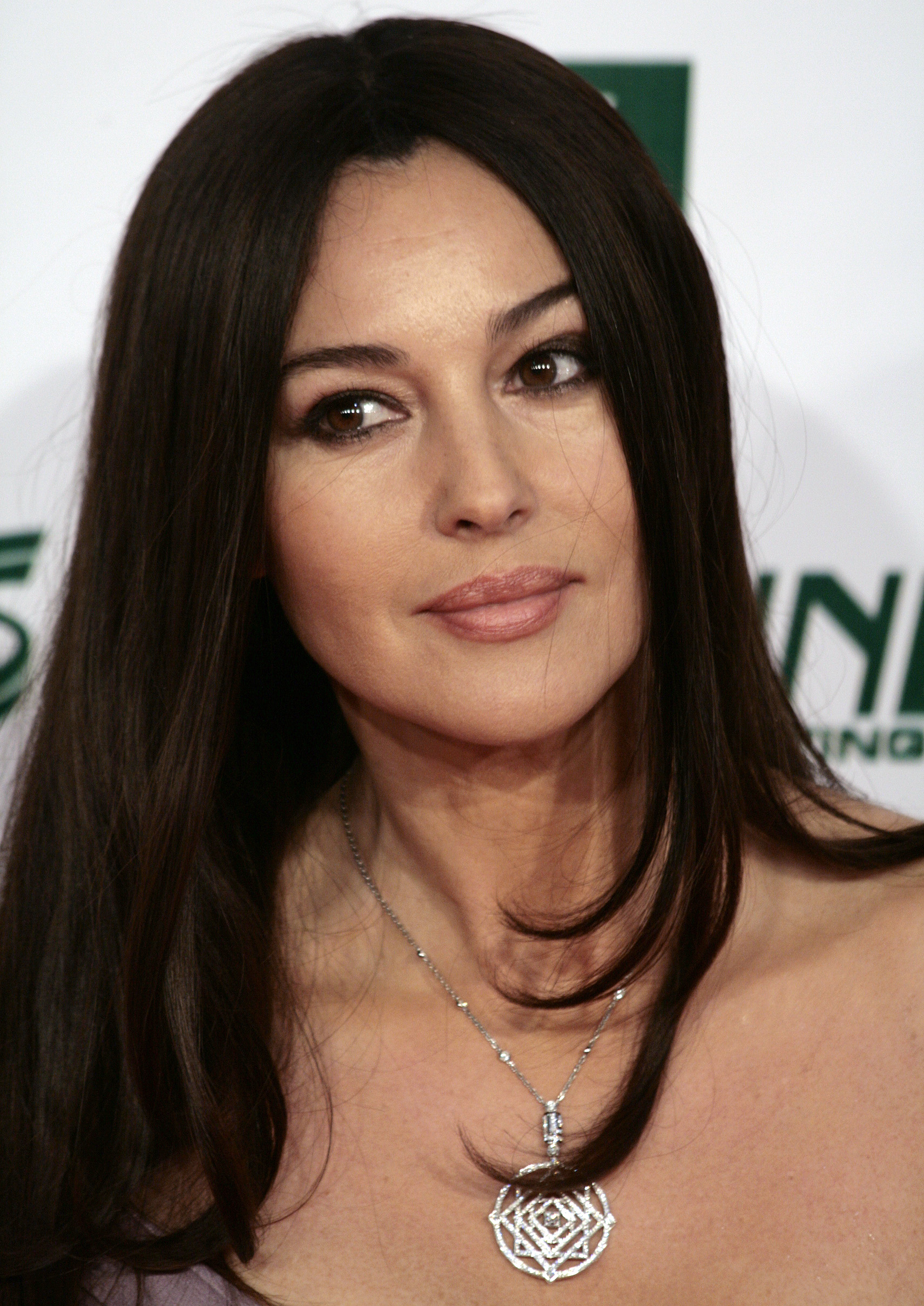
Monica Bellucci tại lễ trao giải Women's World Award 2009

Bellucci bắt đầu sự nghiệp điện ảnh vào đầu thập niên 1990. Bà hóa thân vào một số vai nhỏ như nhân vật Francesca trong bộ phim La Riffa (1991) hay cô dâu của Dracula trong Bram Stoker's Dracula (1992) – đây cũng là bộ phim đầu tiên bà xuất hiện với khán giả Mỹ. Năm 1996, bà được đề cử cho Giải César ở hạng mục nữ diễn viên phụ xuất sắc nhất với vai Lisa trong L'Appartement và củng cố vị trí diễn viên của bà. Bà được biết đến và phổ biến với khán giả trên toàn thế giới sau các vai diễn của mình trong Malèna (2000), Le Pacte des loups (2001) và Irréversible (2002). Monica từng xuất hiện trong hai bộ phim quảng cáo thập niên 1990 cho Dolce & Gabbana của đạo diễn là Giuseppe Tornatore, đây cũng chính là người đã đạo diễn phim Malèna.
Bà từng tham gia nhiều bộ phim châu Âu và Hollywood như Nước mắt Mặt Trời (2003), Ma trận 2 (2003), Cuộc thương khó của Giêsu (2004), Anh em nhà Grimm (2005), Le Deuxième Souffle (2007), Nhiệm vụ bất đắc dĩ (2007), Ne te retourne pas (2009) và Phù thủy tập sự (2010).
Bà được cho là đã được phát hiện thủ vai chính trị gia người Ấn Độ Sonia Gandhi trong bộ phim tiểu sử Sonia, dự định ban đầu được phát hành vào năm 2007 nhưng đã bị hoãn. Bellucci lồng tiếng cho bản thân trong các bản phát hành tiếng Pháp và tiếng Ý của bộ phim Nhiệm vụ bất đắc dĩ (2007). Bà cũng lồng tiếng cho Kaileena trong trò chơi điện tử Prince of Persia: Warrior Inside và cho Cappy trong phiên bản tiếng Pháp của bộ phim hoạt hình năm 2005 mang tên Robots.
Ở tuổi 50, bà trở thành Bond girl lớn tuổi nhất trong loạt phim James Bond khi thủ vai Lucia Sciarra trong Spectre (2015). Năm 2018, Monica xuất hiện với tư cách là Nữ hoàng hút linh hồn của thế giới ngầm trong bộ phim Úc Nekrotronic.

## Đời tư
Bellucci kết hôn với nhiếp ảnh gia người Ý Claudio Carlos Basso vào năm 1990; họ ly hôn sau 18 tháng chung sống.
Bellucci gặp diễn viên người Pháp Vincent Cassel năm 1996 khi cả hai cùng xuất hiện trong bộ phim L'appartement. Cả hai cùng đóng chung với nhau trong năm bộ phim. Bellucci và Cassel tổ chức lễ cưới vào năm 1999 và có hai người con: Deva (sinh 2004) và Léonie (sinh 2010). Cặp đôi công bố việc ly hôn vào ngày 26 tháng 8 năm 2013.
Bà từng nói: "Tôi là người theo thuyết bất khả tri, mặc dù tôi tôn trọng và quan tâm đến tất cả các tôn giáo. Nếu có điều gì đó tôi tin vào thì đó là một năng lượng bí ẩn; một năng lượng lấp đầy các đại dương khi có thủy triều, một năng lượng hợp nhất thiên nhiên và chúng sinh."
Năm 2009, Bellucci ký một bản kiến nghị ủng hộ đạo diễn Roman Polanski để kêu gọi thả tự do sau khi ông bị giam giữ vì cáo buộc về tội đánh thuốc mê và cưỡng hiếp một bé gái 13 tuổi vào năm 1977.
Bellucci thông thạo tiếng Ý, tiếng Anh, tiếng Pháp và tiếng Tây Ban Nha. Bà cũng học tiếng Aram cho vai diễn của mình trong Cuộc thương khó của Giêsu và tiếng Ba Tư để tham gia bộ phim Fasle Kargadan của đạo diễn người Iran Bahman Ghobadi.

## Danh sách phim

### Điện ảnh
| Năm  | Tựa đề                                          | Vai                      |
| ---- | ----------------------------------------------- | ------------------------ |
| 1990 | Vita coi figli                                  | Elda                     |
| 1991 | La Riffa                                        | Francesca                |
| 1992 | Bram Stoker's Dracula                           | Một cô dâu của Dracula   |
| 1992 | Ostinato destino                                | Marina/Angela            |
| 1994 | Briganti - Amore e libertà                      | Costanza                 |
| 1994 | I Mitici                                        | Deborah                  |
| 1995 | Palla di neve                                   | Melina                   |
| 1995 | Il cielo è sempre più blu                       |                          |
| 1995 | Joseph                                          | Vợ của Pharaon           |
| 1996 | The Apartment                                   | Lisa                     |
| 1996 | Sorellina e il principe del sogno               | Công chúa                |
| 1997 | Stressati                                       |                          |
| 1997 | Dobermann                                       | Nat                      |
| 1997 | Mauvais genre                                   | Camille                  |
| 1997 | Come mi vuoi                                    | Nellina                  |
| 1998 | Le Plaisir                                      | Cô gái                   |
| 1998 | Compromise                                      | Monique                  |
| 1998 | Kaputt Mundi                                    | Giulia Giovannini        |
| 1998 | A los que aman                                  | Valeria                  |
| 1999 | Comme un poisson hors de l'eau                  | Myrtille                 |
| 1999 | Méditerranées                                   | Marguerite               |
| 2000 | Under Suspicion                                 | Chantal Hearst           |
| 2000 | Franck Spadone                                  | Laura                    |
| 2000 | Malèna                                          | Malèna Scordia           |
| 2001 | Anh em nhà sói                                  | Sylvia                   |
| 2002 | Astérix & Obélix: Mission Cléopâtre             | Cleopatra VII            |
| 2002 | Irréversible                                    | Alex                     |
| 2003 | Ricordati di me                                 | Alessia                  |
| 2003 | Nước mắt Mặt Trời                               | Lena Fiore Kendricks     |
| 2003 | Ma trận 2                                       | Persephone               |
| 2003 | Ma trận 3                                       | Persephone               |
| 2004 | Cuộc thương khó của Giêsu                       | Maria Madalena           |
| 2004 | Đội đặc nhiệm                                   | Barbara/Lisa             |
| 2004 | She Hate Me                                     | Simona Bonasera          |
| 2005 | Anh em nhà Grimm                                | Hoàng hậu                |
| 2005 | Combien tu m'aimes ?                            | Daniela                  |
| 2006 | Sheitan                                         | La belle vampiresse      |
| 2006 | N - Io e Napoleone                              | Baroness Emilia Speziali |
| 2006 | Le concile de pierre                            | Laura Siprien            |
| 2007 | Heartango                                       | L'inafferrabile          |
| 2007 | Manuale d'amore 2 - Capitoli successivi         | Lucia                    |
| 2007 | Nhiệm vụ bất đắc dĩ                             | Donna Quintano           |
| 2007 | Le Deuxième Souffle                             | Manouche                 |
| 2008 | Sanguepazzo                                     | Luisa Ferida             |
| 2008 | L'uomo che ama                                  | Alba                     |
| 2009 | Người hai mặt                                   | Jeanne                   |
| 2009 | The Private Lives of Pippa Lee                  | Gigi Lee                 |
| 2009 | Baarìa – La porta del vento                     | Bạn gái của Bricklayer   |
| 2009 | Omaggio a Roma                                  | Tosca                    |
| 2010 | The Whistleblower                               | Laura Leviani            |
| 2010 | Phù thủy tập sự                                 | Veronica                 |
| 2010 | Rose, c'est Paris                               | L'esprit de gala         |
| 2011 | Manuale d'amore 3                               | Viola                    |
| 2011 | Un été brûlant                                  | Angèle                   |
| 2012 | Fasle Kargadan                                  | Mina                     |
| 2013 | Des gens qui s'embrassent                       | Giovanna                 |
| 2014 | Le meraviglie                                   | Milly Catena             |
| 2014 | Na Quebrada                                     | Paola                    |
| 2015 | Ville-Marie                                     | Sophie                   |
| 2015 | Spectre                                         | Lucia Sciarra            |
| 2016 | On the Milky Road                               | Nevesta                  |
| 2016 | Mozart in the Jungle                            | Alessandra               |
| 2018 | Nekrotronic                                     | Finnegan                 |
| 2018 | Dix pour cent                                   | Herself                  |
| 2019 | Les Plus Belles Années d'une vie                | Elena                    |
| 2019 | Cô gái trong lưới nhện ảo                       | Angela                   |
| 2019 | Radical Eye: The Life and Times of Tina Modotti | Tina Modotti             |
| 2024 | Ma siêu quậy                                    | Vợ của Betelgeuse        |

### Truyền hình
| Năm  | Tựa đề     | Vai      | Notes         |
| ---- | ---------- | -------- | ------------- |
| 2017 | Twin Peaks | Bản thân | Tập "Part 14" |

### Trò chơi điện tử
| Năm  | Tựa đề                           | Vai diễn lồng tiếng |
| ---- | -------------------------------- | ------------------- |
| 2003 | Enter the Matrix                 | Persephone          |
| 2004 | Prince of Persia: Warrior Within | Kaileena            |

2020 film the man who sold his skin (Soraya Waldy)

### Lồng tiếng
| Năm  | Tựa đề                           | Vai    | Ngôn ngữ |
| ---- | -------------------------------- | ------ | -------- |
| 2003 | Sinbad: Legend of the Seven Seas | Marina | Pháp     |
| 2005 | Robots                           | Cappy  | Pháp     |

## Giải thưởng và đề cử
| Năm  | Giải thưởng                  | Hạng mục                                           | Tác phẩm                       | Kết quả   |
| ---- | ---------------------------- | -------------------------------------------------- | ------------------------------ | --------- |
| 2003 | Nastro d'Argento             | Ruy băng Bạc cho Nữ diễn viên phụ xuất sắc nhất    | Ricordati di me                | Đoạt giải |
| 2005 | Globo d'oro                  | Quả cầu vàng châu Âu                               |                                | Đoạt giải |
| 1997 | Giải César                   | Nữ diễn viên triển vọng                            | The Apartment                  | Đề cử     |
| 2001 | Giải thưởng Điện ảnh châu Âu | Công chúng bầu chọn cho Nữ diễn viên xuất sắc nhất | Malèna                         | Đề cử     |
| 2003 | Giải Sao Thổ                 | Nữ diễn viên phụ xuất sắc nhất                     | Anh em nhà sói                 | Đề cử     |
| 2003 | Giải Sao Thổ                 | Gương mặt tương lai của thể loại Cinescape – Nữ    | Ma trận 2 và 3                 | Đề cử     |
| 2003 | David di Donatello           | Nữ diễn viên phụ xuất sắc nhất                     | Ricordati di me                | Đề cử     |
| 2003 | Teen Choice Awards           | Nữ ngôi sao đột phá trong phim điện ảnh            | Ma trận 2 và Nước mắt Mặt Trời | Đề cử     |
| 2004 | Giải Điện ảnh của MTV        | Nụ hôn xuất sắc nhất                               | Ma trận 2                      | Đề cử     |
| 2005 | Nastro d'Argento             | Ruy băng Bạc cho Nữ diễn viên phụ xuất sắc nhất    | Cuộc thương khó của Giêsu      | Đề cử     |
| 2007 | Nastro d'Argento             | Ruy băng Bạc cho Nữ diễn viên phụ xuất sắc nhất    | N - Io e Napoleone             | Đề cử     |
| 2017 | Nastro d'Argento             | Nastro D'Argento châu Âu                           | On the Milky Road              | Đoạt giải |
| 2020 | Giải Magritte                | Giải Magritte Danh dự                              |                                | Đoạt giải |